# Cyclotronstraling
Cyclotronstraling is elektromagnetische straling die wordt uitgezonden door geladen deeltjes die gevangen zijn in een magnetisch veld. De lorentzkracht op de deeltjes werkt loodrecht op zowel het magnetisch veld als de bewegingsrichting. Dit maakt dat de deeltjes worden versneld waardoor ze straling uitzenden (en rond de magnetische veldlijnen gaan draaien).
De naam van deze straling is afkomstig van het cyclotron, een soort deeltjesversneller die sinds de jaren dertig van de 20e eeuw wordt gebruikt om energetische deeltjes te maken om ze te bestuderen.
Cyclotronstraling wordt echter niet alleen door deze deeltjesversnellers uitgezonden, maar door alle deeltjes die in een magnetisch veld bewegen. Zo wordt ook door plasma in de interstellaire ruimte of rond zwarte gaten cyclotronstraling gemaakt. Deze straling is een belangrijke informatiebron over galactische magneetvelden. De planeet Jupiter is een belangrijke bron van cyclotronstraling.
Het is waarschijnlijk dat een kernexplosie op grote hoogte cyclotronstraling tot gevolg zou hebben. De gammastraling die door de explosie worden geproduceerd zouden in de hogere lagen van de atmosfeer atomen ioniseren, en de resulterende ionen zouden met het aardmagnetisch veld een interactie vertonen en cyclotron straling genereren in de vorm van een elektromagnetische puls (EMP). Deze EMP kan alle elektronica zwaar beschadigen.
Het frequentiespectrum van cyclotronstraling heeft de belangrijkste piek bij de cyclotronfrequentie waarmee de deeltjes ronddraaien, en harmonischen bij gehele veelvouden daarvan. De harmonischen zijn het resultaat van imperfecties in de omgeving. Deze imperfecties verbreden ook de lijnen in het spectrum. Voorbeeld zijn inhomogeniteiten in het magnetisch veld. Ook kan lijnverbreding optreden door botsing tussen deeltjes die geen perfect cirkelvormige baan volgen.
Wanneer de deeltjes relativistische snelheden aannemen, wordt cyclotronstraling synchrotronstraling genoemd.